# Пітер Зееман
Пітер Зееман (нід. Pieter Zeeman; 25 травня 1865 — 9 жовтня 1943) — нідерландський фізик, лауреат Нобелівської премії з фізики 1902 року (разом з Гендріком Антоном Лоренцом, «за видатні заслуги в дослідженнях впливу магнетизму на радіаційні явища».).

## Біографія
Народився 25 травня 1865 року у селі Зоннемайре в родині лютеранського священика.
Початкову освіту здобув у своєму селі, а середню школу закінчив у ближньому містечку Зірікзеє. Для того, аби продовжити навчання в університеті, протягом двох років вивчає латинську та грецьку мови у Делфті. 1885 р. вступає до Лейденського університету, де слухає лекції фізика-теоретика Лоренца.
Після закінчення університету залишається на викладацькій роботі. За дослідження ефекту Керра 1892 р. дістає золоту медаль Нідерландського гаарлемського наукового товариства, а в 1893 р. — докторський ступінь. Провівши семестр в Інституті Кольрауша в Страсбурзі (Франція), П.Зееман повертається до Лейденського університету, де працює приват-доцентом та продовжує дослідження взаємодії між магнетизмом і світлом.
1896 року робить світове відкриття: розкриває сутність явища розщеплення спектральних ліній під впливом магнітного поля (так званий ефект Зеемана). З 1897 р. працює в Амстердамському університеті лектором з фізики та продовжує наукові дослідження, частину з яких проводить в Гронінгенському університеті. Перебуваючи на посаді професора з 1900 р., вчений займається науковими дослідженнями з спектроскопії, оптики, магнітооптики.
За відкриття явища розщеплення спектральних ліній під впливом магнітного поля у 1902 р. П.Зееман разом з Г.Лоренцом нагороджується Нобелівською премією з фізики. З 1908 р. очолює Інститут фізики при Амстердамському університеті. Вимірював (1914—1915) швидкість світла у рухомому стержні, експериментально довів (1917) з високою точністю рівність інертної та гравітаційної мас. Визначив питомий електричний заряд, розробив метод вимірювання коефіцієнту поглинання електромагнітних хвиль, досліджував броунівський рух.
Після створення 1923 р. Фізичної лабораторії (згодом лабораторії П.Зеемана) був призначений її директором. Проводить точні виміри швидкості світла в рухомих матеріальних прозорих середовищах (таких, як скло та кварц). Його результати узгоджувались з тоді ще новою теорією відносності А.Ейнштейна. Плідно працює з багатьма європейськими фізиками завдяки знанню мов. Дотримуючись загальноприйнятих правил, 1935 р. семидесятирічний Пітер Зееман виходить у відставку й залишає Амстердамський університет. Помирає 9 жовтня 1943 р.
Був одружений з Йоганною Елізабет Лебре (1895 р.), мав трьох дочок і сина.

## Нагороди
За своє життя Пітер Зееман, окрім Нобелівської премії, дістав інші нагороди та почесні вчені звання, включаючи почесні докторські ступені Оксфорду, Геттінгену, Страсбурга, Глазго, Брюсселя, Парижу. Він був нагороджений медаллю Румфорда Лондонського королівського товариства, премією Уайлда Французької академії наук, премією Баумгартнера Австрійської академії наук, медаллю Генрі Дрейпера Американської національної академії наук.